# Hypochrysops theon
Hypochrysops theon är en fjärilsart som beskrevs av Felder 1865. Hypochrysops theon ingår i släktet Hypochrysops och familjen juvelvingar. Inga underarter finns listade i Catalogue of Life.